# Hiroyuki Moriyama
Hiroyuki Moriyama (森山 裕之, Moriyama Hiroyuki) est un artiste japonais né en 1936 ou en 1938 dans la préfecture de Kumamoto et installé en France depuis 1964.

## Biographie
Hiroyuki Moriyama est un élève de Kinosuke Ebihara avant d'étudier à l'École des Beaux-Arts de Paris en 1965.
Moriyama s'installe en France en 1964.
Il a pris part à plusieurs Salons parisiens dont le Salon d'automne, le Salon de la Société Nationale des Beaux-Arts, le Salon d’Art Contemporain de Bagneux et la Biennale de Mérignac.
Il a aussi tenu des expositions individuelles à Tokyo (1961, 1962, 1984, 1986, 1989) et Bruxelles (1975).

## Exposition
- 2003 - Musée d'art contemporain, Kumamoto (CAMK), Kumamoto, Japan[réf. souhaitée]